# Spartacus Peak
Der Spartacus Peak (englisch; bulgarisch връх Спартак wrach Spartak) ist ein rund 650 m hoher Berg auf der Livingston-Insel im Archipel der Südlichen Shetlandinseln. Im Delchev Ridge der Tangra Mountains ragt er südwestlich des Trigrad Gap, 0,9 km ostnordöstlich des Delchev Peak, 0,8 km südwestlich des Yavorov Peak und 1,3 km südlich des Rodopi Peak auf. Der Sopot-Piedmont-Gletscher liegt nördlich von ihm. 
Die bulgarische Kommission für Antarktische Geographische Namen benannte ihn 2004 nach dem römischen Sklaven und Gladiator Spartacus († 71 v. Chr.), dessen Geburtsort in der Region um die Stadt Sandanski im Südwesten Bulgariens liegen soll.